# 土御門晴榮
- •晴栄（新字体）
- •晴榮（旧字体）
- •晴榮（新旧両字体の混用）

土御門 晴栄（つちみかど はれなが、旧字体：晴榮、1859年6月30日（安政6年6月1日） - 1915年（大正4年）10月16日）は、日本の陰陽師、政治家。贈正三位。爵位は子爵。幼名は和丸。旧姓は錦織（にしごり）。名前の読みは「はれよし」とも。
天文暦道御用掛、大学御用掛、貴族院議員（3期）などを歴任した。

## 概要
天文・暦道・陰陽道を家業とする土御門家の当主である。安倍晴明など著名な陰陽師を輩出した安倍氏の嫡流であるが、家督を継いでからは苦難が続いた。養父の急逝により幼くして当主となったが、明治に入ると陰陽寮が廃止され、編暦に関する権限、土御門家伝来の特権を次々と失うことになった。晩年は貴族院議員を3期務めて帝国議会において活動した。

## 来歴

### 生い立ち
公家の錦織久隆の次男として生まれた。安土桃山時代の土御門家当主・久脩から女系を1回経た末裔、また江戸時代中期の当主・泰福から女系を2回経た末裔にあたる。錦織家は半家の家格であり、久隆は刑部卿などを務めていた。また久隆は晴栄が生まれる前年に起こった廷臣八十八卿列参事件にかかわっていたことでも知られている。その後、公家の土御門晴雄の三女と結婚して婿養子に入る。土御門家も半家の家格であり、天文・暦道・陰陽道を家業としていた。晴雄は陰陽頭や民部卿などを務めていたが、明治維新を機に幕府の天文方を廃止するよう主張し、朝廷より許された。これにより、天文方の暦算や頒暦の権限は朝廷に返されることになり、朝廷で陰陽寮を統括していた土御門家が日本の編暦を一手に担うことになっていった。

### 陰陽師として
1869年（明治2年）、養父・土御門晴雄が死去したことに伴い、晴栄が土御門家の家督を継いだ。その翌年には天社禁止令により陰陽師の免許が禁止され、陰陽寮が廃止されることになったため、陰陽道を家業としていた土御門家にとっては苦難の時代が始まった。
陰陽寮が所管していた天文暦道は、大学校（東京帝国大学の前身）の下に設置された天文暦道局に移管されることになったが、その際に土御門家の当主として晴栄は新政府より天文暦道御用掛を命じられた。しかし天文暦道局の本局が東京に移転されることになったため、京都の土御門家はその出先機関のような扱いとなり、出張所が設置されることになった。その後天文暦道局が星学局に改組されるにあたり、京都星学局出張所は廃止されることになり、晴栄も大学御用掛を解任されて、ここに土御門家は編暦に関する権限をすべて失うことになった。

### 政治家として
明治維新とともに堂上公家として華族に列していた晴栄は、1884年（明治17年）7月8日の華族令に基づき子爵に叙された。その後1900年（明治33年）6月の貴族院子爵議員補欠選挙で当選して同年6月21日から貴族院議員を務め、1904年（明治37年）7月9日の任期満了まで在任。1908年（明治41年）に行われた子爵議員の補選で再び当選、同年3月18日から貴族院議員を務め、次の1911年（明治44年）7月の第4回子爵議員選挙でも再選されたが、1915年（大正4年）10月16日議員在職のまま死去、同日付で正三位に叙された。
晴栄は晩年に子爵冷泉為柔の長女を後妻に迎えた。また、子爵松平信正の次男・晴行を自身の長女と結婚させて婿養子に迎えた。土御門家の家督と爵位はこの晴行が継いでいる。

## 略年譜
- 1859年（安政6年）- 誕生
- 1870年（明治3年）- 天文暦道御用掛
- 1900年（明治33年）- 貴族院子爵議員補欠選挙当選
- 1908年（明治37年）- 貴族院子爵議員補欠選挙当選
- 1911年（明治44年）- 第四回貴族院子爵議員選挙当選
- 1915年（大正4年）- 死去

## 栄典
- 1884年（明治17年）叙子爵
- 1894年（明治27年）6月30日 - 従四位[17]
- 1915年（大正4年）- 贈正三位

## 家族・親族
- 土御門晴親（養祖父）- 公家、陰陽師
- 錦織久隆（父）- 公家
- 土御門晴雄（養父）- 公家、陰陽師
- 冷泉為柔（岳父）- 公家、宮内官僚
- 土御門藤子（養叔母）- 御所女中
- 土御門晴善（養孫）- 農学者、政治家